# Franz Halberg

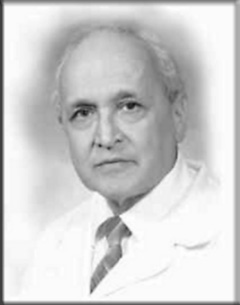
Franz Halberg

Franz Halberg (* 5. Juli 1919 in Bistritz, Rumänien; † 9. Juni 2013) ist der Begründer der Chronobiologie und der Schöpfer des Begriffs circadiane Rhythmik.

## Leben und Werk
Halberg begann seine Experimente über Rhythmen innerhalb von lebenden Organismen in den 1940er Jahren. An der University of Minnesota gründete er die Chronobiology Laboratories, deren Direktor er bis zu seinem Tode war. Er arbeitete in nahezu allen Bereichen der Erforschung von Lebensrhythmen, und dabei konnte er nachweisen, dass es sehr viel längerfristige Periodizitäten als die circadianen gibt, die sich sogar über viele Jahre erstrecken können.
Er veröffentlichte allein oder zusammen mit seinen Mitarbeitern mehr als 3000 Arbeiten.
Bekannt wurden auch seine neueren Arbeiten zu Zusammenhängen im Bereich der solar-terrestrischen Physik, wobei er u. a. langjährige Polarlichtdaten nutzte, die bei Wilfried Schröder zum Maunder-Minimum veröffentlicht sind. Halberg konnte mehrere Perioden nachweisen aus dem Umfeld der solar-terrestrischen Beziehungen. Er konnte in einer großen Anzahl von Arbeiten außerdem zeigen, dass es viele Krankheiten gibt, die mit bestimmten Lebensrhythmen bzw. deren Störungen zusammenhängen.
Franz Halberg war seit 2001 Mitglied der Leibniz-Sozietät der Wissenschaften zu Berlin e.V.
Halberg verstarb am 9. Juni 2013 im Alter von 93 Jahren.

## Schriften
- mit J. R. R. Bobb und M. B. Visscher: Absolute numbers of circulating eosinophil blood cells in dogs starved for three days. In: Fed. Proc. 9, 1950, S. 54.
- mit M. B. Visscher: Regular diurnal physiological variation in eosinophil levels in five stocks of mice. In: Proc. Soc. exp. Biol. (N.Y.). 75, 1950, S. 846–847.
- mit J. J. Bittner und M. B. Visscher: Diurnal rhythm in tail blood eosinophil levels. In: Cancer Res. 11, 1951, S. 253–254.
- mit M. B. Visscher, E. B. Flink, K. Berge und F. Bock: Diurnal rhythmic changes in blood eosinophil levels in health and in certain diseases. In: J. Lancet (USA). 71, 1951, S. 312–319.
- mit M. B. Visscher: Effect of light and of availability of food upon the 24-hour rhythm in number of circulating eosinophils in mice. In: Am. J. Physiol. 171, 1952, S. 732.
- mit A. N. Stephens: Susceptibility to ouabain and physiologic circadian periodicity. In: Proc. Minn. Acad. Sci. 27, 1959, S. 139–143.